# Mikkel Hedegaard
Mikkel Hedegaard (født 3. juli 1996) er en dansk tidligere fodboldspiller. Han spillede midtbane.

## Klubkarriere
Han blev rykket op på førsteholdet i juni 2015.
Han fik sin debut i Superligaen den 29. november 2015, da han blev skiftet ind i det 89. minut i 2-0-sejren over Hobro IK.
Han stoppede karrieren i en alder af 22 år juni 2018 grundet flere hovedskader.